# Islote Trumao
Die Islote Trumao ist eine kleine Insel vor der Loubet-Küste des Grahamlands auf der Antarktischen Halbinsel. Sie gehört zu den McConnel-Inseln in der Darbel Bay.
Die Benennung der Insel erfolgte wahrscheinlich bei der 1. Chilenischen Antarktisexpedition (1946–1947). Namensgeber ist Trumao, eine Bodenart der Andosolgruppe bestehend aus Vulkanasche, wie sie auf der Insel zu finden ist.